# Гаг
Гаг — главный герой повести братьев Стругацких «Парень из преисподней», житель планеты Гиганда, курсант III курса «Школы Бойцовых Котов» — расположенного в столице Алайского герцогства военного училища, готовящего бойцов спецназа.
Участвуя в очередном вооружённом конфликте, разгоревшемся между Империей и отколовшимся от неё Алайским герцогством, получил в бою смертельное ранение, но был спасён случайно оказавшимся поблизости прогрессором Корнеем Яшмаа, который доставил его на Землю в бессознательном состоянии. Был помещён в медицинский блок на лечение и с помощью совершенной земной медицины вылечен за пять дней.
Не вполне понимая, где находится, а также будучи по природе крайне подозрительным, в действиях землян видел корыстные и даже враждебные мотивы (хотят набрать рабов и т. д.). Однако в результате общения с окружающими его людьми (в том числе со своим бывшим сопланетником, юношей Дангом), а также под влиянием предоставленных ему Корнеем Яшмаа документов, раскрывающих истинное лицо правящих кругов Алайского герцогства, изменил свои взгляды на царящие в его родной стране порядки.
Проведя на Земле более месяца, возвратился на Гиганду. Столкновение неглупого, смелого и искреннего, но воспитанного в милитаристских (Всеволод Ревич охарактеризовал их как фашистские) традициях героя с гуманистическими идеалами Мира Полудня составляет основной конфликт повести.
Гаг также появляется в продолжении к «Парню из Преисподней» под названием «Змеиное молоко», которое было написано Михаилом Успенским. В этом «вольном продолжении» идеи повести Стругацких были отвергнуты, а Гаг превращён в наследника алайского престола, сознательно работающего в интересах разведки Гиганды.